# Arcoscalpellum michelottianum
Arcoscalpellum michelottianum är en kräftdjursart som först beskrevs av Giuseppe Seguenza 1876.  Arcoscalpellum michelottianum ingår i släktet Arcoscalpellum och familjen Scalpellidae. Inga underarter finns listade i Catalogue of Life.

## Bildgalleri

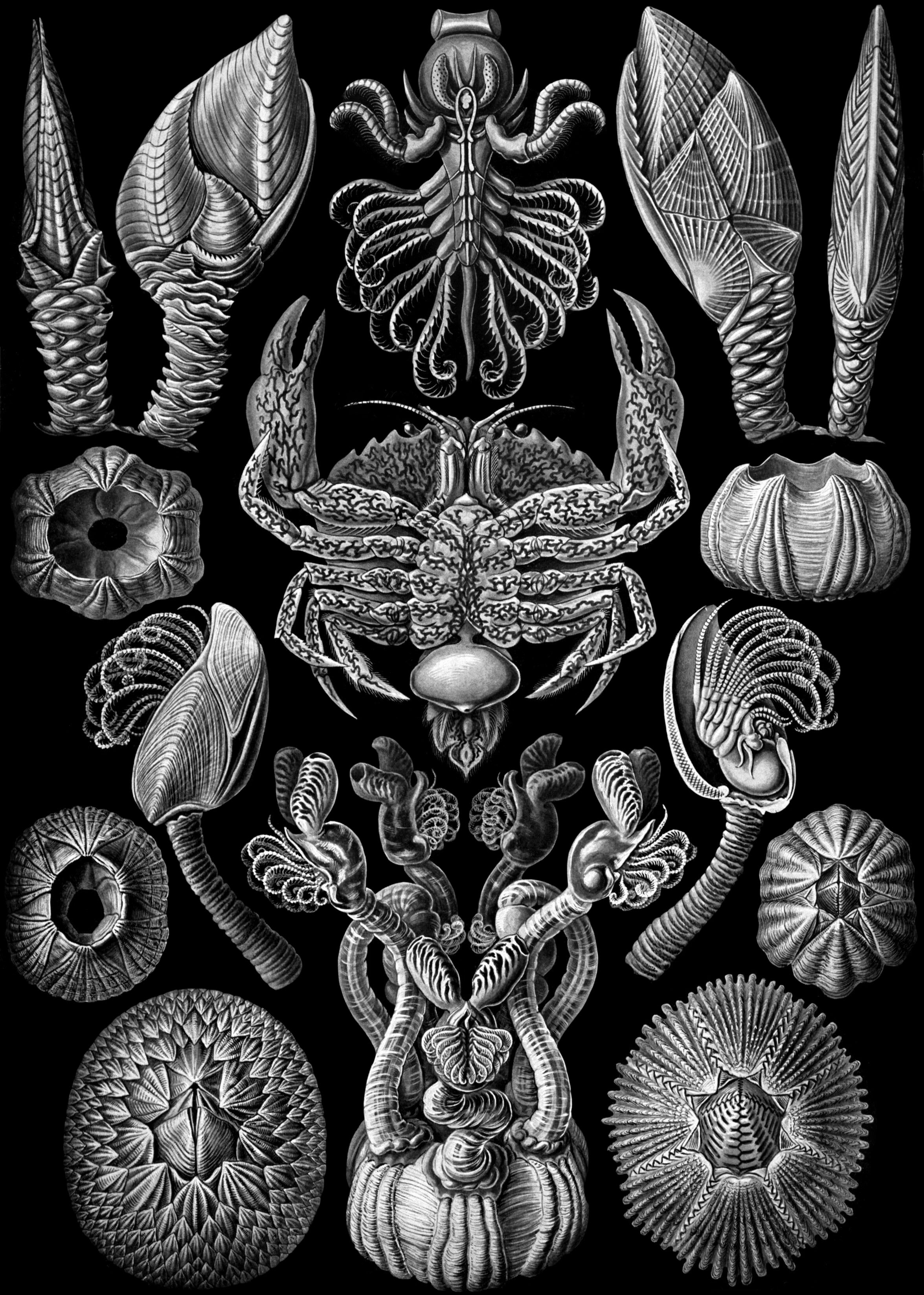